# C. S. 루이스
클라이브 스테이플스 루이스(Clive Staples Lewis, 1898년 11월 29일 ~ 1963년 11월 22일)는 영국의 소설가이자 잉글랜드 성공회(Church of England)의 평신도이다. 또한 케임브리지 대학교에서 철학과 르네상스 문학을 가르쳤다.
북아일랜드의 벨파스트에서 태어났다. 친구들로부터는 잭(Jack)이라는 이름으로 불렸다. 부모의 사망을 계기로 무신론자가 되기도 했지만, 로마 가톨릭 신자인 J.R.R. 톨킨과 다른 친구들의 영향으로 30세 때인 1929년 성공회 신앙을 받아들여 성공회 홀리 트리니티 교회에서 평생 신앙생활을 했다.
옥스퍼드 대학교에서 문학과 철학 동아리인 잉클링스의 멤버였으며, 《반지의 제왕》의 저자인 톨킨과 우정을 유지했다. 그는 성공회 신자였지만 개신교, 로마 가톨릭교회 등 기독교의 교파를 초월한 교리를 설명한 루이스의 삼단논법과 같은 기독교 변증(《순전한 기독교》(이종태 옮김, 홍성사))과 소설, 특히 환상소설인 나니아 연대기(시공사에서 전집으로 펴냄)로 유명하다.

## 약력
어린 시절 1898년 11월 29일 북아일랜드의 수도 벨파스트에서 태어났다. 루이스의 아버지 앨버트 제임스 루이스(1863 ~ 1929)는 사무 변호사였고, 루이스의 할아버지 리처드 루이스는 19세기 중반에 웨일즈에서 아일랜드로 이사했다. 루이스의 어머니 플로런스 어거스터 루이스 니 해밀턴(1862 ~ 1908)은 아일랜드 성공회(Church of Ireland) 사제의 딸이었다. 루이스는 한 명의 형이 있었고, 워런 해밀턴 루이스이다. 루이스가 4살 때 그의 개 잭시(Jacksie)가 차에 치어 죽었는데, 그 때부터 루이스는 자기 이름을 잭시라고 했고 나중에는 잭(Jack)으로 알려졌다. 그 후 루이스는 가족들과 친구들에게 잭이라고 불렸다. 루이스가 7살 때 루이스의 가족은 벨파스트 동부 스트랜타운에 있는 '리틀 레아'로 이사했다.
루이스는 처음에는 개인 가정 교사에게 교육을 받았고, 어머니가 암으로 죽기 직전인 1908년에 위니어드 학교를 다니기 시작했다. 루이스의 형은 3년 먼저 그 학교에 등록해서 다니고 있었다. 그 학교는 얼마후 학생 수가 감소하여 폐교되었고, 로버트 캐프런 교장은 정신병원으로 보내졌다. 《예기치 못한 기쁨》에서 그 학교는 ”벨슨”(Belsen, 나치의 수용소)이라는 이름으로 나온다.
그 당시 윈야드 학교의 분위기로 인해 루이스가 정신적인 충격을 받았다는 작가 앨런 제이콥스의 견해가 있다.
윈야드 학교가 폐교된 후, 루이스는 집에서부터 1마일 거리에 있는 캠벨 칼리지에 입학했다. 그러나 루이스는 호흡기 질환 때문에 몇 달 뒤 학교를 그만두었다. 그리고 요양원 마을 워스터쉐어 맬번으로 갔다. 그곳에서 루이스는 체르보그 하우스 학교를 다녔다. 체르보그 하우스 학교는 루이스의 자서전에 '차트레스'라는 이름으로 나온다.
1913년 9월에 루이스는 맬번 칼리지에 입학하여 다음 해 6월까지 다녔다. 이 기간동안 15살 루이스는
어린시절의 기독교 신앙을 버리고 무신론자가 되었으며, 신화와 초자연적인 마술에 관심을 가지게 되었다.
루이스는 맬번 칼리지를 떠난 후, 루이스 아버지의 옛 스승이면서 러건 칼리지의 학장인 윌리엄 커크패트릭에게 배웠다.
소년 루이스는 사람을 닮은 동물을 매우 좋아했고, 베아트릭스 포터 이야기에 빠지기도 했으며, 때로는 자신이 직접 동물 이야기를 상상해서 글로 쓰기도 하였다. 루이스는 형 워런과 함께 동물들이 다스리는 '복센 세계'를 창작하기도 했다. 루이스는 독서를 매우 좋아하였다. 루이스의 아버지 집에는 많은 책들이 있었는데, 루이스가 읽지 않은 책 한권 찾기는 풀밭에서 바늘을 찾는 것만큼 어렵다고 하였다.
루이스가 십대 소년일 때, '노던니스(Northernness)'라는 스칸디나비아 고전 문학의 시나 전설에 크게 감명을 받았다. 이러한 전설에 대한 관심이 커져서, 루이스는 '기쁨(joy)'이라고까지 표현하였다. 루이스는 자연에 대한 애정도 컸다. 루이스에게 자연의 아름다움은 곧 북쪽(the North) 이야기였고, 북쪽 이야기는 곧 자연의 아름다움이었다. 십대 때 쓴 글은 복센 이야기로부터 멀어졌고, 북유럽 신화나 자연 세상에 대한 새로운 관심을 담은 서사시나 오페라 같은 다른 형식으로 쓰기 시작했다. 루이스는 커크패트릭에게 배우면서 그리스 문학과 신화에 점점 관심을 가지게 되었고, 논쟁과 추론 능력을 발달시킬 수 있었다.

### 아일랜드에서의 삶
아일랜드 컨트리다운의 방고의 공원 벤치에 달려있는 패에는, 루이스가 영국 잉글랜드에 도착했을 때 어떤 문화적 쇼크를 경험했다고 다음과 같이 표현되어 있다: “어떤 잉그랜드 지방 사람도 나의 잉글랜드에 대한 첫인상에 대하여 이해할 수 없을 것이다.” 루이스는 예기치 못한 기쁨 에서도 계속해서, “내가 둘러 쌓여있는 그 이상한 영국식발음(잉글랜드지역)은 악마의 목소리 같이 들렸다. 하지만 더 심한 것은 영국의 지형이었다…… 나는 이때부터 그 언쟁을 해왔다; 평정심을 되찾기까지 오랜 시간 걸리게 된 영국(잉글랜드지역)에 대한 혐오를 그때 품게 되었다.”
라고 표현했다.
소년시절부터 루이스는 노르웨이나 그리스 신화에 빠져있었고, 후에는 아일랜드 신화 와 문학 그리고 아일랜드 언어에 관심을 보였다. 그렇긴 하지만 그가 얼마나 그쪽 분야에 기여를 했는지에 관한 증거는 없다.
그는 아일랜드 시인이자 문학가인 윌리엄 버틀러 예이츠에 대해, 특별히 그의 시에 표현된 아일랜드의 켈트적 영향으로 인해 특별한 애정을 가지게 되었다. 친구에게 쓰는 편지에 루이스는 “여기서 나는 내 심정을 정확히 달래주는 저자를 찾았는데, 너도 분명 예이츠를 좋아할 거라 확신해. 그는 보기 힘든 아일랜드 신화의 영혼과 아름다움을 다룬 극과 시를 쓰고 있어."
1921년에 루이스는가 예이츠를 두번 만난 이후로 예이츠는 옥스포드로 이사했다. 루이스는 영국 잉글랜드 동료들이 예이츠와 켈트 회복운동 에 대해서도 다른 반응을 보이지 않음을 보고 놀랐다고 기록했다.“나는 자주 얼마나 예이츠가 내가 만난 그 사람들에게 무시 당하는가를 보면서 놀란다. 아마도 그가 어필하는 것은 순수히 아일랜드 적인 것일 것이다. – 그렇다면 내가 아일랜드 사람이라는 것이 다행이지."
그가 일을 시작했을 무렵, 루이스는 그의 원고를 더블린의 주요 출판사에 보낼 것을 고려 했다:“내가 내 일을 출판사에 보낼 일이 있다면, 나는 마우즐(Mausel), 더블린 사람들과 추진해야 할거야. 그래야 내가 분명히 아일랜드 출신이라는 것을 알 수 있을 테니까.” 그가 기독교로 개종 한 이후, 그의 관심은 이도교적 켈트적 신비주의에서 기독교의 정신성/영성 쪽으로 옮겨가게 되었다.
그가 살아있는 동안, 그는 영국 잉글랜드지방에 사는 아일랜드 사람들의 모임을 찾아 다니고, 북아일랜드를 정기적으로 방문하였고, 심지어 그의 허니문 또한 1958년 올드 인의 크라우포드즈번(Crawfordsnurn)에서 보냈다. 그는 이에 대해 “내 아일랜드 삶”이라 일컬었다.
많은 비평가들은 루이스가 그의 고향 벨파스트의 종파적 갈등에 관한 실망이 결국은 그를 전 기독교적인 길로 이끌었다고 본다.
한 평론가가 말하기를 루이스는 “ 반복적으로 모든 종파의 기독교 신앙의 미덕에 대해 극찬하고, 가톨릭 작가 G. K. 체스터턴이 말한 '순전한 기독교'는 모든 교파가 공유하여 믿는 핵심적 교리를 중심으로 화합하는 것이 절실하다 강조하였다.”
한편, 토론토대학의 폴 스미스가 C. S. 루이스에 대해 서술하기를 “루이스의 순전한 기독교는 1950년대와 1960년대 북아일랜드에서 영국의 철수는 생각 하기 힘들었던, 벨파스트에서 태어난 중산층의 오래된 얼스터 지역 개신교 신자들의 정치적 선입견들을 커버했다.”말한다.

### 1차 세계대전
1916년 옥스퍼드 대학교의 유니버시티 칼리지에서 장학금을 받은 다음 해, 루이스는 1차 세계대전에 영국군으로 자원입대하였고, 서머셋 보병 연대 서드 배탈리온에서 장교로 복역하였다. 루이스의 19번째 생일날 프랑스의 섬므 밸리의 최전선에 나가 참호전을 겪었다.
1918년 4월 15일, 루이스는 독일 전투에서 부상을 당하여 쉬는 동안 아일랜드의 고향을 그리워하며 우울증을 겪었다. 그 후 10월에 복귀하여 영국 앤도버로 발령을 받았다.

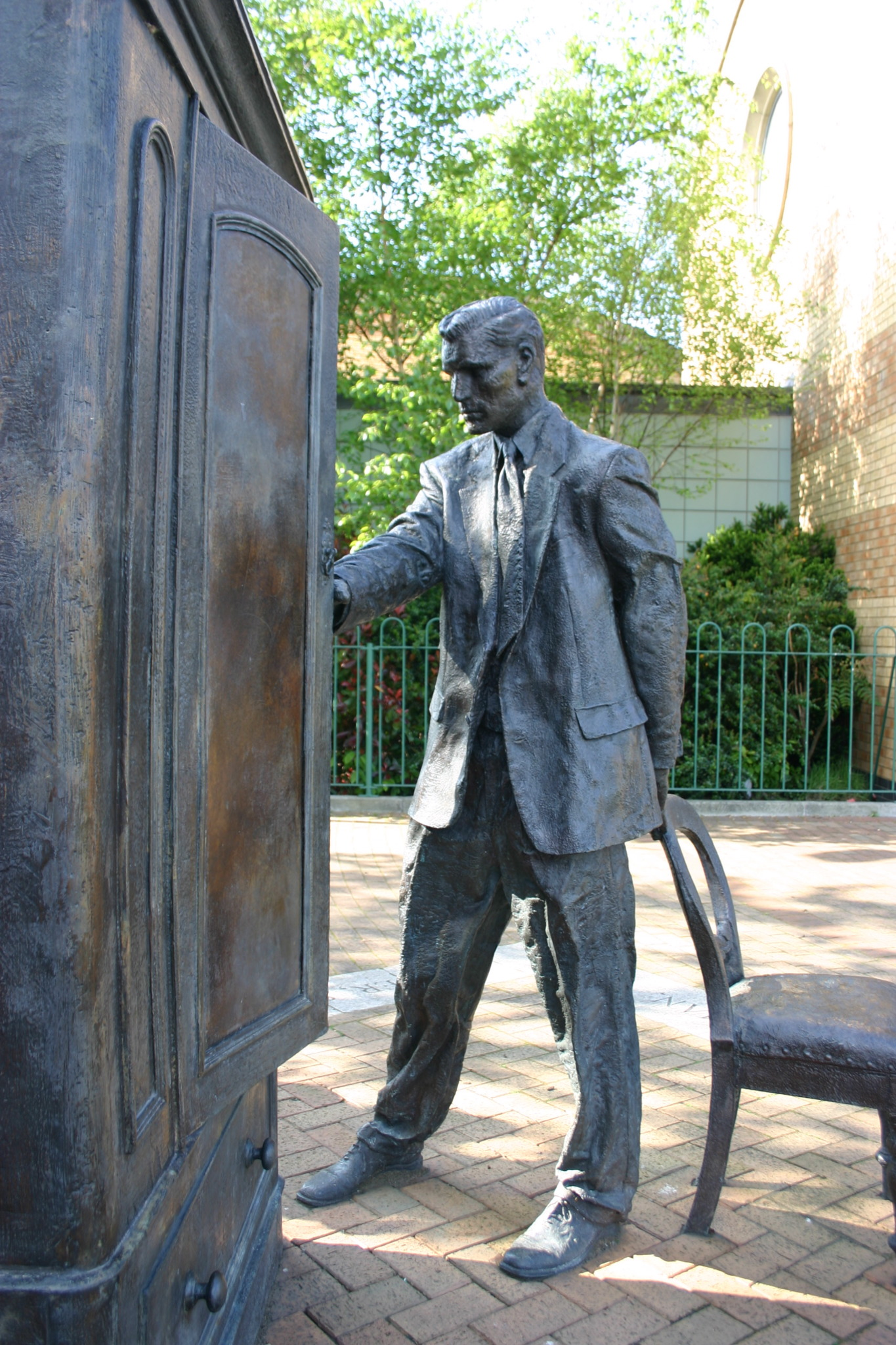
벨파스트에 있는 C.S. 루이스의 동상

### 결혼, 그리고 사별
1952년 9월 루이스는 조이 데이빗먼(Joy Davidman)이라는 여성을 처음으로 만난다. 그녀는 젊은 시절에는 무신론자이자 마르크스주의자였다. 두 사람이 처음 만났을 때, 조이는 미국의 소설가인 빌 그레셤(Bill Gresham)의 아내이자 두 아이의 어머니였다. 시인이었던 조이의 결혼 생활은 이미 파경을 걷고 있었고, 부부는 잠정 별거에 합의한 상태였다. 두 사람의 교류가 시작된 것은 1950년에 조이가 루이스에게 편지를 쓰면서부터이다. 1946년경 조이는 미국 공산당원으로 활동한 마르크스주의자에서 그리스도인으로 회심을 하는데 루이스의 책이 영향을 미쳤다. 그녀의 편지는 명민함과 섬세함이 돋보이는 지적인 것이어서, 루이스의 눈에 금방 들어왔다. 두 사람의 만남은 지적 교류의 차원이었다. 조이는 1953년에 두 아들과 함께 미국에서 영국으로 이주한다. 조이가 이혼을 한 것은 이듬해인 1954년의 일이었다. 단순한 우정을 넘어 본격적인 만남이 시작된 것은 이 무렵의 일로 알려져 있다.
1956년 영국 정부가 조이의 비자를 더 이상 연장해 주지 않자 루이스는 그녀에게 영국 시민권을 얻게 해주기 위해 혼인 신고를 하기로 했다. 쉰 살이 넘도록 독신으로 살아온 루이스를 곁에서 지켜 본 친구들 가운데는 반대하는 이들도 있었지만 루이스는 혼인 신고가 조이를 돕는 일이라고 생각했다. 그런데 1956년 10월 조이가 골수암 판정을 받게 되자 루이스는 깊은 충격에 빠진다. 루이스의 어머니 또한 그가 어렸을 때 암으로 사망했다. 루이스의 문학적인 표현을 빌자면, 죽음의 신이 연적이 된 상황에서 조이에 대한 루이스의 사랑은 급속히 깊어졌다. 두 사람은 1957년 3월 조이의 병실에서 성공회(Anglican) 혼인예식에 맞게 결혼식을 올렸다. 그러나, 조이의 죽음은 이미 예고되어 있었다. 결혼식 이후 한때 호전되는 모습을 보였지만, 1959년 가을에 골수암이 재발했다. 조이 데이빗먼 루이스는 이듬해인 1960년 7월 세상을 떠난다.

## 무신론에서 기독교로의 복귀
루이스는 아일랜드 성공회에 다니는 가정에서 자라났지만, 그는 15세때에 무신론자가 되었고, 후에 그가 말하기를, 어린 시절 역설적으로 “하나님에게 하나님이 존재하지 않는 것에 대해 매우 화가 나 있었다”라고 했다. 그가 일찍이 기독교를 떠나게 된 것은 그가 종교를 하나의 의무감으로 하는 따분한 일로 보게 되면서 시작된다; 이 무렵, 그는 또한 그의 학업이 포함한 초자연적인 것들에 관심을 가지게 되었다. 루이스는 루크레티우스(사물의 본질에 관해서, 5. 198-9)를 무신론의 가장 강력한 인용구로 소개했다. 신이 이세상을 창조했다면, 세상이 우리가 보듯 이렇게 볼품없고 불완전하지 않을 것이다. 루이스는 조지 맥도날드의 사상에 관심이 있었는데, 그것이 루이스를 무신론에 등을 돌리게 하는 계기가 되었다.
루이스의 위대한이혼의 9장에 어느정도 자서적인 주인공이 천국에서 맥도널드를 만났을 때의 그 부분에서 특히 잘 보여준다.
… 그의 글들이 나에게 한 것들을 말하기 위해 노력했고, 넘어졌다.나는 내가 16살정도 되었을 즈음 어떻게 어느 서리 내린 오후의 레더헤드 역에서 처음 산 조지맥도널드의 몽상가의 카피본이 마치 나에게는 단테가 처음 베아트리체를 본 것이나 다름 없었고, 그것이 무엇이었는지(여기서 새로운 삶의 시작)에 관해 말하려 노력했다.
나는 단순한 지역적 이민이(기독교에서 무신론으로의) 얼마나 길게 인생을 지연시켰는지에 관해 고백하기 시작했다: 얼마나 천천히 그리고 마지못해 그의 전 기독교적임이 단순한 우연이 아니라는 것을, 얼마나 열심히 처음 만난 그 책에 있는 신성함, 진정한 가치를 보지 않으려 노력했는지 인정하게 되었다.
그는 그의 옥스포드 동창이자 친구이고, G.K. Chesterton의 영원한 남자를 통해 1926년 5월 11일 만나게 된 것으로 보이는 J.R.R. 톨킨의 영향을 받아 천천히 기독교를 다시 받아들이게 되었다. 그는 개종하게 되는 그 순간까지 열심히 분투했고, “걷어차고, 발버둥치고, 분개했으며 도주를 위해 모든 각도에서 쏘아봤다”라고 기록하며 탕자처럼 기독교에 돌아오게 되었다고 한다. 그의 책 예기치 못한 기쁨에 그의 마지막 투쟁에 대해 기록하기를:
옥스포드의 모들린 대학의 한 방에서, 여러 밤을 지새며 내 마음이 내 일 쪽으로 기우는 그 순간에도, 진정으로 만나게 되지 않기를 열망하는 그에게로 끊임없이 천천히 다가가고 있는 나를 상상할 수 있을 것이다. 내가 매우 두려워하던 그것이 마침내 내게 온 것이다. 그는 1929년 부활절 다음학기에 백기를 들고, 하느님이 하느님임을 인정하게 되었으며, 무릎 꿇고 기도했다.: 아마도, 그 밤이 전 영국을 통틀어 가장 실의에 빠져 마지못해 받아들이는 힘든 개종이었을 것이다.
유신론으로 개종한 1929년 이후, 루이스는 1931년 늦은 밤 그의 가까운 친구인 J.R.R. 톨킨과 Hugo Dyson 과의 산책에서 한 긴 토론 이후에 기독교로 개종했다. 그는 동물원에 가는 길, 그의 형과의 대화에서 그가 기독교 신앙에 헌신하기로 했음을 명확히 했다고 기록한다. 그는 잉글랜드 성공회(Church of England)신자가 되었고, 그가 로마 가톨릭으로 복귀하기를 바랐던 톨킨에게는 다소 실망스러운 일이었다.
루이스는 사과의 글을 통해 어떤 종파도 옹호하지 않기 위해 노력했다고 밝혔으며, 영국 성공회에 입교했다.
그는 후에 임종 무렵에 가톨릭에 보다 호의적이기는 했지만, 끝까지 성공회의 신앙을 지켰다.
그가 후에 쓴 글에서, 혹자는 그가 작은 죄들, 또한 영국 성공회(특히 가톨릭 전통을 중요하게 여기는 성공회 신학인 고교회파)에서도 그러하지만, 대개 로마가톨릭에서 가르치는 대죄(스크루테이프의 편지)까지도 사후에 연옥(purgatory)에서 깨끗이 씻겨진다는 견해를 제시했다고 믿는다(위대한 이혼과 말콤에게 쓰는 편지에서).
루이스가 그의 생애 후반기에 그 스스로를 성공회에 속한다고 여기기는 했지만, 초기에는 질이 떨어지는 설교와 찬송가는 받아들이지 않고, 오직 성만찬을 위해 예배에 참석했다. 그는 후에 허름한 차림으로 오셔서 모든 찬송과 성서의 절을 찬양하신 신실하신 그 분을 예배하는 것을 영광으로 생각하였다.

## 학자
그의 아카데믹한 경력은 옥스포드 대학시절 3가지 분야의 학업을 망라하는 최고의 상인 트리플 플러스(triple first)를 받으면서 시작된다. 루이스는 옥스포드의 매그단 대학에서 거의 30년 동안 교수했고, 1925년-1954년 그리고 그 이후에 캠브리지에서 중세와 르네상스 영어에 관한 교수직을 맡는다. 또한 캠브리지의 매그단 대학에서는 이러한 그의 직분아래, 영국에서 르네상스란 것은 없었다고 주장한다. 그의 학문적인 연구는 특히 후기 중세의 우화적인 것에 집중되었다. 그의 사랑의 우화(1936)는 후기 중세의 장미설화 같은 작품의 묘사에 관한 심도 있는 연구에 활기를 불어넣는데 일조 하였다. 그의 책”실낙원 서설(A Preface to Paradise Lost)”은 현재까지도 가장 가치 있는 비평 중 하나로 여겨진다. 그의 마지막 학술 저서인 버려진 이미지(The Discarded Image): 중세와 르네상스 문학 소개(1964)는 그 칭호에서 말하듯 우주의 “버려진 이미지” 중세 세계관의 요약이다.
루이스는 다작하는 작가였다. 또한 그가 문학적으로 교류하는 친구들 그룹 또한 격식에 얽매이지 않는 토론을 하는 모임으로, “잉클링스”라는 이름으로 알려져 있다. 그 모임은 J. R. R. 톨킨, 네빌 코그힐(Nevill Coghill), 로드세실, 찰스 윌리엄스, 오웬 바필드, 그리고 그의 형 워런 루이스가 멤버로 구성되어 있었고, 어떤 학자는 최소한 1929년에는 잉클링스가 출범했다고 한다. 루이스와 코그힐 그리고 톨킨의 우정은 그들이 톨킨이 창립해, 잉클링스의 출범 즈음하여 막을 내린 그 전 노르웨이작 읽기모임인 콜비타모임 시절에 돈독해졌다.

## 소설가
그의 학자로서의 업적 이외에 루이스는 여러 인기 있는 소설을 썼고, 어른을 위한 공상 과학소설 공간 3부작이나 아이들을 위한 판타지소설인 나니아연대기를 썼다. 대부분 그의 작품들은 암암리에 죄나 인류가 하나님의 은총으로부터 멀어졌다가 구원받는 식의 기독교적인 주제를 다루고 있다.

### 순례자의 귀향
루이스가 기독교인이 된 이후로 쓴 첫 번째 소설은 존 번얀(John Bunyan)의 《천로역정》을 그의 기독교적 경험을 바탕으로 묘사한 순례자의 귀향(1933)이다. 그 책은 당시 좋지않은 평을 받았지만, 루이스의 옥스포드 동기인 데이비드 마틴 로이드존스(David Martyn Lloyd-Jones)는 아주 값진 용기를 북돋아 주었다. 로이드존스가 언제 다음 책을 쓸 것인지 물어 보았을 때, 루이스는 “기도의 의미가 무엇인지 이해할 때”라 답하였다

### 공간 3부작
공간3부작(우주3부작 또는 랜섬3부작이라고도 한다)은 비인간적 과학소설의 트렌드를 보는 루이스의 시선을 반영했다. 1편 조용한 혹성 밖에서는, 분명 그의 친구 JRR톨킨과 나눈 이런 트렌드에 관한 다음의 대화에 대해 기록되어있다. 루이스는 자신이 “우주여행”에 관한 이야기를 집필하고, 톨킨은 “시간여행”에 관한 이야기를 집필하는 것에 대하여 동의했다. 루이스가 만든 주인공 엘윈 로만솜의 캐릭터는 톨킨의 편지에서 어느 부분 톨킨의 캐릭터를 바탕으로 한 것이라 암시하고 있다. 두 번째 소설 《피어랜드라》(Perelandra)는 금성의 새로운 에덴동산에 새로운 아담과 이브, 그리고 그들을 유혹하는 새로운 “뱀의 형상”을 묘사한다.

## 한국 출판계에서의 위치
C. S. 루이스는 대한민국 기독교 출판계에서도 인기 있는 작가이다. 그 실례로《순전한 기독교》(영어: The Mere Christianity)등의 일부 저작들이 영국 C. S. 루이스 협회와 정식 저작권 계약을 맺은 홍성사에서 출판하고 있는데, 이는 홍성사 편집장 정상윤이 기획하고 이어서 홍성사 편집장이 된 옥명호가 새로운 체제로 편집한 결과물이다. 또한 2006년 4월호 《기독교사상》에 《순전한 기독교》를 번역한 이종태 목사(장로교)와 C. S. 루이스 팬인 옥명호 등이 C. S. 루이스의 신학과 삶에 대해서 쓴 글이 실리기도 하였다.

## 저서

### 나니아 연대기
1. 사자와 마녀와 옷장(1950년)
2. 캐스피언 왕자 (1951년)
3. 새벽 출정호의 항해 (1952년)
4. 은의자 (1953년)
5. 말과 소년 (1954년)
6. 마법사의 조카 (1955년)
7. 마지막 전투 (1956년)

- 한국에서는 시공사의 어린이 출판부서인 시공주니어에서 번역 출판했으며, 규장 등 기독교계 출판사들이 관련서적을 출판하기도 했다.

### 기타 소설
- 순례자의 귀향 (1933년)
- 침묵의 행성 밖으로 (1938년)
- 스크루테이프의 편지(The Screwtape Letters, 1942년, 홍성사)
- 페렐란드라 (1943년)
- 천국과 지옥의 이혼 (1945년)
- 그 가공할 힘 (1946년)[21]
- 우리가 얼굴을 찾을 때까지 (1956년 우리가 얼굴을 찾을 때까지, 2007, 홍성사)
- 개인기도: 말콤에게 보내는 편지 (1963년)

### 비소설
- 사랑의 알레고리(The Allegory of Love , 1936년)
- 고통의 문제(The Problem of Pain , 1940년, 홍성사)
- 인간폐지(The Abolition of Man, 1943년, 홍성사)
- 기적 (1947년, 1960년 개정, 홍성사)
- 영광의 무게 (The Weight of Glory, and Other Addresses, 1949년, based on earlier radio broadcasts; 증보판 1980년, 홍성사 )
- 순전한 기독교 (Mere Christianity, 1952년, 1943년 라디오 방송내용을 책으로 묶음, 홍성사)
- 희곡을 제외한 16세기 영국 문학(English Literature In the Sixteenth Century Excluding Drama, 1954년)
- 예기치 못한 기쁨 (Surprised by Joy1955년, 자서전, 홍성사)
- 시편 사색 (Reflections on the Psalms 1958년, 홍성사)
- 단어 연구(Studies in Words, 1960년)
- 네 가지 사랑(The Four Loves, 1960년, 홍성사)
- 세상의 마지막 밤 (1960년)
- 문학 비평에서의 실험 (1961년)
- 헤아려 본 슬픔 (A Grief Observed (initially published under the pseudonym "N. W. Clerk", 1961년, 홍성사)
- 편지를 요청한 그들(They Asked for a Paper) (1962년)
- 버려진 이미지(The Discarded Image, 1964년)
- 피고석의 하나님 (연대 미상)

## 같이 보기
- 궁정연애
- 요한 하위징아